# Роже, Франсуа

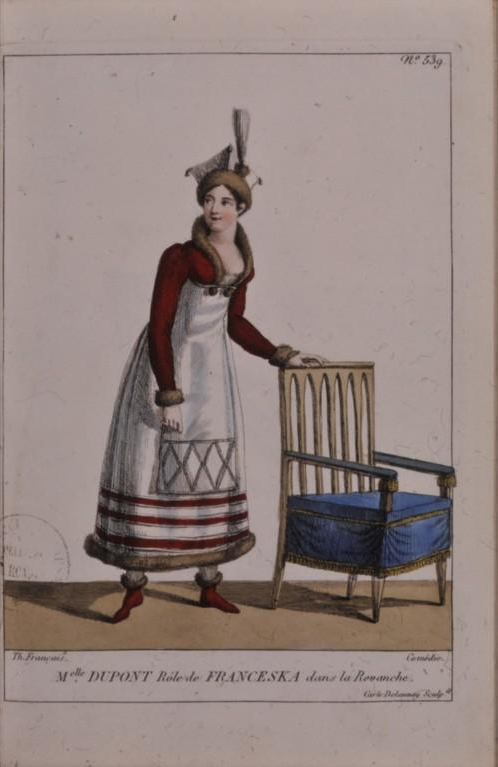
Иллюстрация к комедии «Месть» (1809)

Жан-Франсуа́ Роже́ (фр. Jean-François Roger; 17 апреля 1776, Лангр, — 1 марта 1842, Париж) — французский писатель, член Французской академии.

## Биография
Пользовался в своё время известностью благодаря комедиям, из которых лучшими считались «Avocat» (1806) и «Revanche» (совместно с Огюстом Крезе де Лессером, 1809). Написал ещё «Vie politique et militaire du prince Henri de Prusse» (1809) и др.
«Oeuvres diverses» Роже изданы в 1834 году Шарлем Нодье, с заметкой об авторе.

## Награды
- Офицер ордена Почётного легиона